# Jane Salumäe

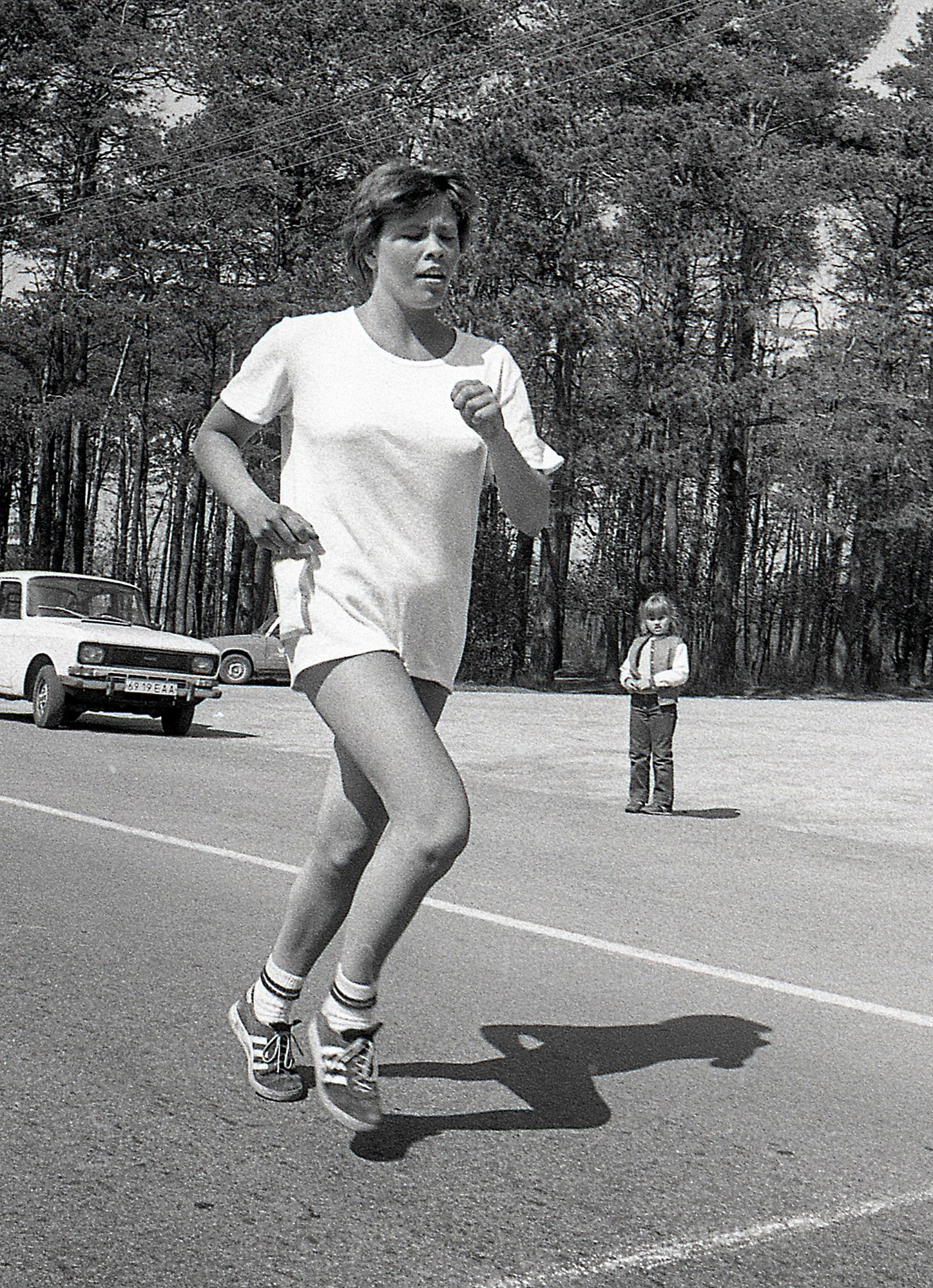
Jane Salumäe (1988)

Jane Salumäe (* 17. Januar 1968 in Tallinn) ist eine ehemalige estnische Langstreckenläuferin, die sich auf die Marathondistanz spezialisiert hatte.
Sie war vor allem bei Stadtmarathons erfolgreich. So gewann sie 1997 binnen zwei Monaten zunächst den Rom-Marathon in 2:31:41 h und dann den Turin-Marathon in persönlicher Bestleistung und damaliger Streckenrekordzeit von 2:27:04 h. 2000 siegte sie beim Los-Angeles-Marathon in 2:33:33 h und 2001 beim Vienna City Marathon in 2:29:47 h. 
Bei internationalen Meisterschaften blieben ihr vordere Platzierungen zumeist verwehrt. Ihre besten Resultate waren der vierte Platz bei den Leichtathletik-Europameisterschaften 2002 in München und der vierzehnte Platz bei den Leichtathletik-Weltmeisterschaften 1995 in Göteborg. Bei ihren weiteren Weltmeisterschaftsteilnahmen 1999 in Sevilla und 2003 in Paris belegte sie die Plätze 30 und 47. Den Marathonlauf bei den Olympischen Spielen 2004 in Athen beendete sie auf dem 44. Rang.
Jane Salumäe hatte bei einer Körpergröße von 1,67 m ein Wettkampfgewicht von 53 kg. 1998 wurde sie in Estland zur Sportlerin des Jahres gewählt.

## Bestleistungen
- Halbmarathon: 1:10:10 h, 27. März 1994, Den Haag
- Marathon: 2:27:04 h, 11. Mai 1997, Turin